# Polygonum bowenkampii
Polygonum bowenkampii là một loài thực vật có hoa trong họ Rau răm. Loài này được Phil. miêu tả khoa học đầu tiên năm 1864.